# NGC 6110
NGC 6110 је спирална галаксија у сазвежђу Северна круна која се налази на NGC листи објеката дубоког неба.
Деклинација објекта је + 35° 5' 15" а ректасцензија 16h 17m 43,9s. Привидна величина (магнитуда) објекта NGC 6110 износи 14,8 а фотографска магнитуда 15,6. NGC 6110 је још познат и под ознакама CGCG 196-27, KUG 1615+352C, PGC 57751.